# Heinz Max Hiersig
Heinz Max Hiersig (* 22. Juni 1915 in Dresden; † 11. Januar 2005) war ein deutscher Maschinenbauingenieur und Stifter.

## Leben
Heinz Max Hiersig schloss sein Maschinenbaustudium 1939 ab und fing seine Berufslaufbahn bei Rheinmetall-Borsig in Düsseldorf an, wo er bis zum Betriebsleiter aufstieg. 1943 promovierte er bei Gustav Niemann an der TH Braunschweig. 1944 wurde Hiersig Werksleiter des Werks Ronneburg der Thüringer Metallwerke. Nach dem Zweiten Weltkrieg war er als Forschungsingenieur bei der David Brown Ltd. im englischen Huddersfield tätig. 1947 gründete er zusammen mit Kurt Ermert in Meerbusch das Unternehmen Rhein-Getriebe. Von 1954 an arbeitete er ehrenamtlich in Ausschüssen des Vereins Deutscher Ingenieure (VDI) mit.
1979 erhielt Hiersig einen Lehrauftrag der Ruhr-Universität Bochum. Von 1982 bis 1984 war er Vorsitzender der Fachgesellschaft „Entwicklung Konstruktion Vertrieb“ des VDI, danach bis 1998 Mitglied in deren Beirat. 1991 gründete er zusammen mit seiner Frau Hannelore die H.-und-H.-Hiersig-Stiftung. Diese begründete den Gustav-Niemann-Förderpreis des VDI, der alle zwei Jahre als Auszeichnung für Abschluss- oder Forschungsarbeiten auf dem Gebiet der mechanischen Antriebstechnik verliehen wird.
Heinz Max Hiersig war Mitglied des VDI. Er starb im Januar 2005 im Alter von 89 Jahren.

## Auszeichnungen
- 1975: Ehrenmünze des Vereins Deutscher Ingenieure (VDI)
- 1981: Honorarprofessur der Ruhr-Universität Bochum
- 1985: Beuth-Denkmünze des DIN
- 1985: Ehrenmitgliedschaft des VDI[3]
- 1987: Bundesverdienstkreuz 1. Klasse
- 1995: Grashof-Denkmünze des VDI

## Werke (Auswahl)
- Heinz M. Hiersig: Der Zusammenhang von Gestaltung und Beanspruchung bei Schneckengetrieben mit Evolventenverzahnung. Dissertationsschrift. Braunschweig 1943.
- Heinz M. Hiersig (Hrsg.): Lexikon Ingenieurwissen-Grundlagen. VDI-Verlag, Düsseldorf 1995, ISBN 3-18-401371-5.
- Heinz M. Hiersig (Hrsg.): Lexikon Maschinenbau. VDI-Verlag, Düsseldorf 1995, ISBN 3-18-401372-3.
- Heinz M. Hiersig (Hrsg.): Lexikon Produktionstechnik, Verfahrenstechnik. VDI-Verlag, Düsseldorf 1995, ISBN 3-18-401373-1.